# Île Kane
L'île Kane (en russe : Остров Кейна, Ostrov Keyna) est une île de la terre François-Joseph.

## Géographie
Située au nord-est de l'île Greely et au sud-est de l'île Brosch dont elle n'est séparée que par 2 km par le détroit de Shterneka, de forme circulaire, d'un diamètre d'environ 6 km, elle est libre de glace.

## Histoire
Découverte en 1874 par Julius von Payer et Karl Weyprecht, elle a été nommée en l'honneur de l'explorateur Elisha Kent Kane. 

## Vue satellite

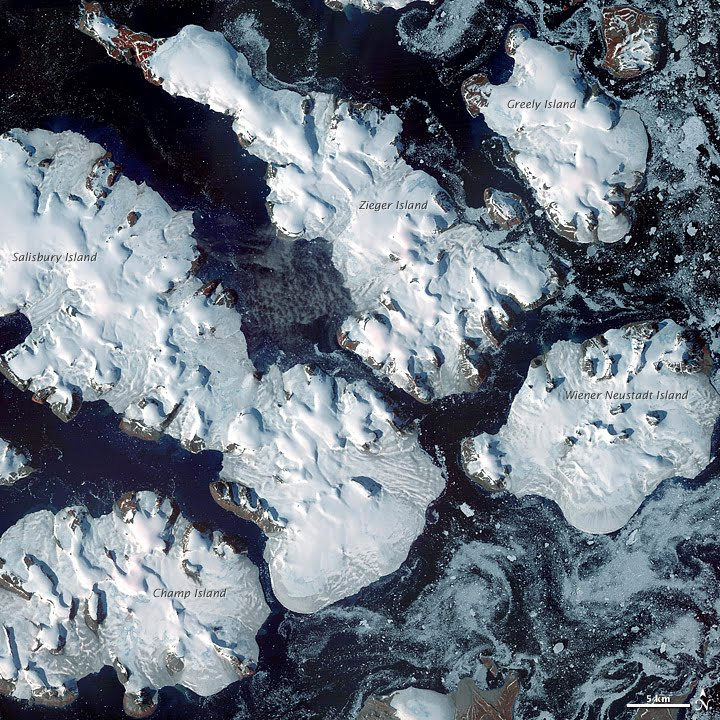
L'île Kane, non nommée, est au-dessus de l'île Greely